# Toksoid
Toksoid ali anatoksin je bakterijski toksin, ki je s fizikalnimi ali kemičnimi vplivi spremenjen tako, da ni več toksičen, ohrani pa antigenske lastnosti. Toksine na primer obdelajo s primerno koncentracijo formaldehida, s čimer se izniči toksičnost, a ne imunogenost, in nastali toksoid se lahko uporabi v cepivu. Primer takega cepiva je cepivo proti tuberkulozi (BCG). Poznana so še na primer cepiva s toksoidi proti davici, tetanusu in mumpsu.